# キス・ア・ガール
「キス・ア・ガール」（原題：I Kissed a Girl）は、アメリカ合衆国の歌手ケイティ・ペリーの楽曲。

## 概要

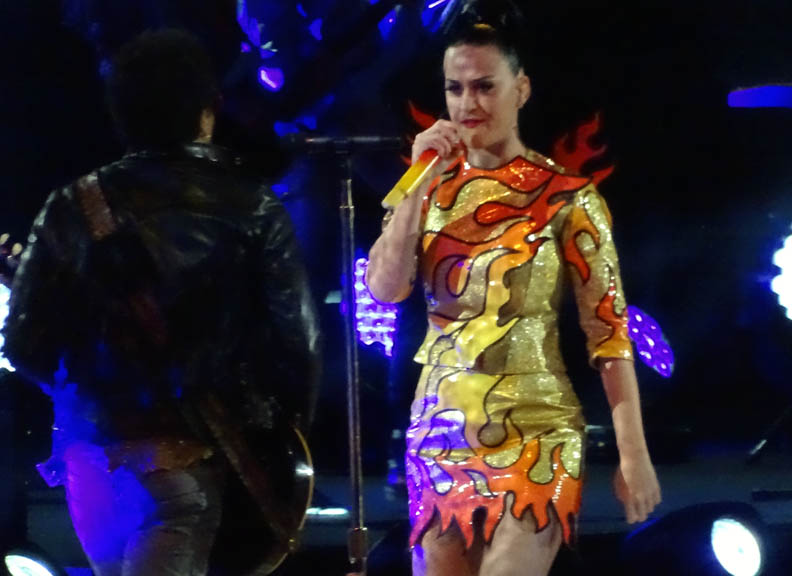
2015年のスーパーボウル・ハーフタイムショーでの「キス・ア・ガール」

デビュー・アルバム『ワン・オブ・ザ・ボーイズ』からのファースト・シングルで、ソングライターとしてキャシー・デニスやマックス・マーティンが参加。この楽曲は、アメリカ合衆国の総合シングルチャートBillboard Hot 100、全英シングルチャートを始め、ドイツ、フランス、スイス、オーストリア、イタリア、オランダ、ベルギー、オーストラリア、ニュージーランドなど多くの国で1位を獲得した。また2009年のグラミー賞において、最優秀女性ポップ・ヴォーカル・パフォーマンス賞にノミネートされた。
| 先代 コールドプレイ「Viva la Vida」 | アメリカ合衆国 Billboard Hot 100 第1位 2008年7月5日付 - 2008年8月16日付 | 次代 リアーナ「ディスタービア」 |

| スタブアイコン | サブスタブ | この項目は、まだ閲覧者の調べものの参照としては役立たない、シングルに関連した書きかけの項目です。この項目を加筆・訂正などしてくださる協力者を求めています（P:音楽/PJ:楽曲）。 |